# Гамзатов, Расул Гамзатович
Расул Гамзатович Гамза́тов (авар. ХӀамзатилазул Расул ХӀамзатил вас; 8 сентября 1923, Цада, Дагестанская АССР — 3 ноября 2003, Москва) —  советский поэт, прозаик, публицист, советский и российский общественный и политический деятель, переводчик. Герой Социалистического Труда (1974), народный поэт Дагестанской АССР (1959), заслуженный деятель искусств Республики Дагестан (2003), лауреат Сталинской III степени (1952), Ленинской (1963) и РСФСР имени М. Горького (1980) премий. Кавалер ордена Святого апостола Андрея Первозванного (2003) и четырёх орденов Ленина (1960, 1973, 1974, 1983).

## Биография
Расул Гамзатов родился 8 сентября 1923 года в аварском ауле Цада Хунзахского района Дагестана в семье народного поэта Дагестана Гамзата Цадасы. По другим данным, родился в селении Средний Арадирих, где его отец в 1922—1923 годах работал имамом мечети. По национальности аварец.
Учился в Аранинской средней школе. В 1939 году окончил Аварское педучилище. До 1941 года служил школьным учителем, затем — помощником режиссёра в театре, журналистом в газетах и на радио. Награждён медалью «За доблестный труд в Великой Отечественной войне 1941—1945 гг.»
С 1945 по 1950 год учился в Литературном институте имени А. М. Горького в Москве.
Избирался депутатом Верховного Совета Дагестанской АССР, заместителем Председателя Президиума Верховного Совета Дагестанской АССР (1980—1990), депутатом и членом президиума Верховного Совета СССР. Несколько десятилетий был делегатом писательских съездов Дагестана, РСФСР и СССР, членом бюро солидарности писателей стран Азии и Африки, членом Комитета по Ленинской и Государственной премиям СССР, членом правления Советского комитета защиты мира, заместителем Председателя Советского комитета солидарности народов Азии и Африки.
Депутат Совета Союза Верховного Совета СССР 6-11 созывов (1962—1989) от Дагестанской АССР. В 1962—1966 годах и с 1971 года был членом Президиума Верховного Совета СССР. Народный депутат СССР (1989—1991). Действительный член Петровской академии наук и искусств.
В 1973 году подписал письмо группы советских писателей в редакцию газеты «Правда» о Солженицыне и Сахарове.
Скончался 3 ноября 2003 года на 81-м году жизни в Центральной клинической больнице города Москвы. Похоронен на старом мусульманском кладбище в Тарки у подножья горы Тарки-Тау, рядом с могилой жены.

## Творческая деятельность

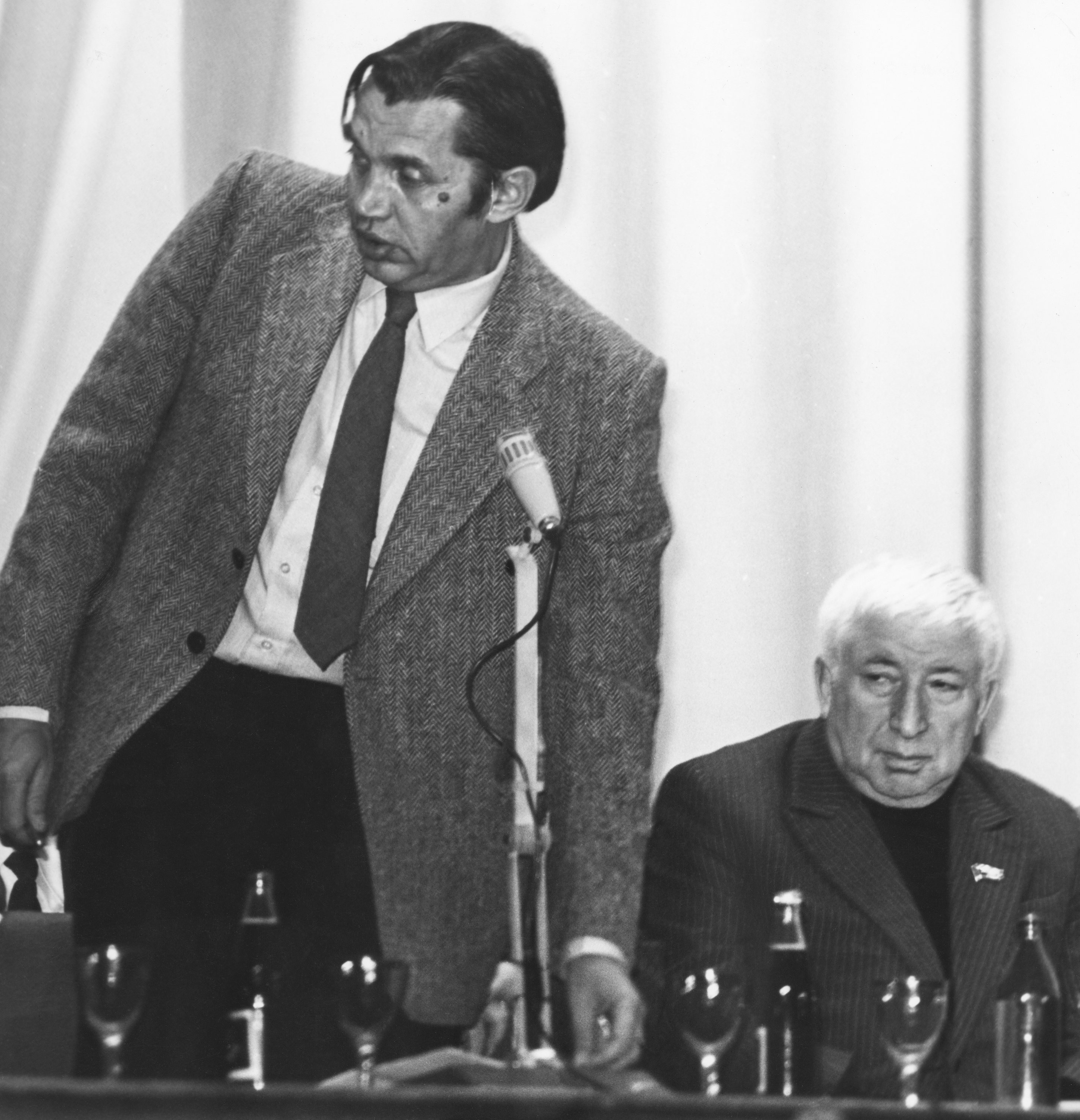
С Р.И. Рождественским, 1989 год

Расул Гамзатов начал писать стихи в 1932 году, когда ему было 9 лет. Потом его стихи начали печатать в 1937 году, в республиканской аварской газете «Большевик гор». Первая книга на аварском языке вышла в 1943 году. Также он переводил на него классическую и современную русскую литературу, в том числе А. С. Пушкина и М. Ю. Лермонтова, В. В. Маяковского и С. А. Есенина.
В Литературном институте имени А. М. Горького Гамзатов познакомился и подружился с молодыми поэтами, Наумом Гребневым, Яковом Козловским, Еленой Николаевской, Владимиром Солоухиным, которые начали переводить его стихи на русский язык. Поэмы и стихи Гамзатова переводили также Илья Сельвинский, Сергей Городецкий, Семён Липкин, Яков Хелемский, Юлия Нейман, Роберт Рождественский, Андрей Вознесенский, Юнна Мориц, Юрий Агеев, Дмитрий Филимонов, Шапи Казиев, Марина Ахмедова-Колюбакина, Сергей Соколкин. Науму Гребневу принадлежит перевод особенно широко известных «Журавлей», которые стали песней по инициативе и в исполнении М. Н. Бернеса в 1969 году.
Произведения Гамзатова переведены на десятки языков народов России и мира. Среди других стихов Гамзатова, ставших песнями, например, «Исчезли солнечные дни». С Гамзатовым тесно работали многие композиторы, в том числе Дмитрий Кабалевский, Ян Френкель, Оскар Фельцман, Раймонд Паулс, Юрий Антонов, Александра Пахмутова; среди исполнителей песен на его стихи — Анна Герман, Галина Вишневская, Муслим Магомаев, Иосиф Кобзон, Валерий Леонтьев, София Ротару, Вахтанг Кикабидзе, Марк Бернес, Дмитрий Хворостовский, Валерия, Александр Панайотов.
Расул Гамзатов неоднократно выступал на творческих вечерах лезгинских писателей, таких как Кияс Меджидов, Алирза Саидов, Шах-Эмир Мурадов, Байрам Салимов, был близким другом народного художника Дагестана Салавата Салаватова, который нарисовал обложку к одной из его грампластинок и серию портретов его отца — Гамзата Цадасы. Тесно общался с Иосифом Кобзоном и Евгением Примаковым.
Р. Гамзатов был членом редколлегии журналов «Новый мир», «Дружба народов», газет «Литературная газета», «Литературная Россия», других газет и журналов.
С 1951 года и до конца жизни возглавлял писательскую организацию Дагестана.
Изданы десятки его поэтических, прозаических и публицистических книг на аварском и русском языках, на многих языках Дагестана, Кавказа и всего мира.

## Семья

Мемориальная доска П. С. Гамзатовой

Отец умер в 1951 году, а мать — в 1965-м.
Двое старших братьев не вернулись с Великой Отечественной войны: Магомет (1916—1943), умер в эвакогоспитале № 1687 (г. Балашов Саратовской области), Ахильчи (1918—1943) пропал без вести.
Младший брат Гаджи (1926—2011) — литературовед, академик РАН.
Жена Патимат Саидовна (1931—2000, с 1964 года возглавляла Дагестанский музей изобразительных искусств).
Три дочери (Зарема, Патимат, Салихат) и четыре внучки, среди которых известные Шахри Амирханова и Таус Махачева
Дочь Патимат (род. 1959) — искусствовед, член-корреспондент РАХ. Зять — археолог, академик РАН Хизри Амирханов.
Дочь Салихат (род. 1965) — директор Дагестанского музея изобразительных искусств им. П. С. Гамзатовой.

## Награды

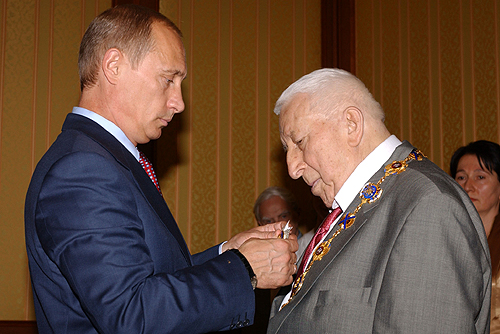
Расул Гамзатов — кавалер ордена Св. Андрея Первозванного.

- Герой Социалистического Труда (27 сентября 1974)
- Орден Святого апостола Андрея Первозванного (8 сентября 2003) — за выдающийся вклад в развитие отечественной литературы и активную общественную деятельность[25]
- Орден «За заслуги перед Отечеством» III степени (18 апреля 1999) — за выдающийся вклад в развитие многонациональной культуры России[26]
- Орден Дружбы народов (6 сентября 1993) — за большой вклад в развитие многонациональной отечественной литературы и плодотворную общественную деятельность[27]
- Четыре ордена Ленина (4 мая 1960; 7 сентября 1973; 27 сентября 1974; 7 сентября 1983)
- Орден Октябрьской Революции
- Три ордена Трудового Красного Знамени (?, ?, 28 октября 1967)
- Орден Золотого руна (Грузия, 2003)
- Орден «Кирилл и Мефодий» (НРБ)
- Медали СССР
- Ленинская премия (1963) — за книгу «Высокие звёзды»
- Сталинская премия третьей степени (1952) — за сборник стихов и поэм «Год моего рождения»
- Государственная премия РСФСР имени М. Горького (1980) — за поэму «Берегите матерей»
- Народный поэт Дагестанской АССР (1959)
- Заслуженный деятель искусств Республики Дагестан (21 июля 2003) — за заслуги в области литературы и искусства[28]
- Почётная грамота Президиума Верховного совета Российской Федерации (27 августа 1993) — за большой личный вклад в развитие российской литературы и в связи с 70-летием со дня рождения[29].
- Международная премия «Лучший поэт XX века»
- Премия писателей Азии и Африки «Лотос»
- Премия Джавахарлала Неру
- Премия Фирдоуси
- Международная премия имени Христо Ботева (1981)
- Международная премия имени М. А. Шолохова в области литературы и искусства (1998)
- Литературная премия имени Александра Фадеева
- Премия Батырая
- Премия Махмуда
- Премия С. Стальского
- Премия Г. Цадасы и другие
- Почётный доктор СПбГУ (2001)[30]

## Произведения и публикации
- Пламенная любовь и жгучая ненависть. — 1943.
- Наши горы. — 1947.
- Земля моя. Стихи / Перевод Н. Гребнева, Я. Козловского. — Даггосиздат, 1948.
- Песни гор / Перевод Н. Гребнева, Я. А. Козловского, В. Е. Бахнова. — М. : Мол. гвардия, 1949.
- Песня о самом дорогом. — М.—Л. : Детгиз, 1950.
- Родной простор. — Махачкала, 1950.
- Год моего рождения. — М. : Мол. гвардия, 1950, 1952.
- Год моего рождения. — Махачкала : Даггиз, 1952.
- Слово о старшем брате. — М. : Мол. гвардия, 1952.
- Разговор с отцом. — 1953.
- Горная дорога. — М. : Правда, 1953.
- Лирика. — М. : Мол. гвардия, 1954, 1955.
- Поэмы. — М. : Сов. писатель, 1954.
- Стихотворения и поэмы. — М. : Гослитиздат, 1954.
- Мой дедушка. Сборник. — М. : Детгиз, 1955.
- Дагестанская весна. — М., 1955.
- О тебе я думаю. — М. : Правда, 1956.
- Стихотворения. — М. : Сов. писатель, 1956.
- Больные зубы. — М. : Правда, 1957.
- Мой дедушка. — М. : Детгиз, 1957.
- Новая встреча. — М. : Мол. гвардия, 1957.
- Горит моё сердце. — М. : Детгиз, 1958.
- Стихотворения. — М. : Гослитиздат, 1958.
- В горах моё сердце. — М. : Гослитиздат, 1959.
- Мой дедушка. — Махачкала, 1959.
- Поэмы. — М. : Мол. гвардия, 1960.
- Мой дедушка. — М. : Детгиз, 1961.
- Восьмистишия и надписи. — М. : Правда, 1962.
- Высокие звёзды. Стихи и поэма / Авторизованный перевод[31] с аварского Н. Гребнева, Я. Козловского. — М. : Сов. писатель, 1962, 1963.
- Горянка. — М. : Сов. Россия, 1963.
- Зарема. — М. : Детгиз, 1963.
- Письмена. Восьмистишия, эпиграммы, надписи / Авториз. перевод с аварского Н. Гребнева. — М. : Мол. гвардия, 1963.
- Избранное в двух томах. — М. : Худ. литература, 1964.
- И звезда с звездою говорит. — М. : Сов. Россия, 1964.
- Письмена. — М. : Мол. гвардия, 1964.
- Библиотека избранной лирики / Перевод Н. Гребнева, Я. Козловского. — М. : Мол. гвардия, 1965.
- Не торопись. — М. : Правда, 1965.
- Мулатка. Стихи / Авториз. перевод с аварского Н. Гребнева, Я. Козловского. — М. : Сов. писатель, 1966.
- Мой дедушка. — М. : Малыш, 1967.
- Горянка. Драма. — М. : Искусство, 1967.
- Зарема. — М. : Дет. литература, 1967.
- Мой Дагестан. Роман-газета. — М. : Худ. литература, 1968.
- Мой Дагестан. Лирическая повесть. — М. : Мол. гвардия, 1968.
- Собрание сочинений в трёх томах. — М. : Худ. литература, 1968—1969.
- А что потом? / Перевод Н. Гребнева и Я. Козловского. — М. : Правда, Библиотека «Крокодила», 1969.
- Горянка. — М. : Дет. литература, 1969.
- Чётки лет. — М. : Мол. гвардия, 1969.
- Мой Дагестан. — М. : Правда, 1969.
- Письмена. — М. : Мол. гвардия, 1969.
- Верность таланту. — М. : Сов. Россия, 1970.
- Третий час / Авториз. перевод с аварского Н. Гребнева и Я. Козловского. — М. : Сов. писатель, 1971.
- Две шали. — М. : Сов. Россия, 1971.
- Третий час. — М. : Сов. писатель, 1971.
- Берегите друзей / Перевод Н. Гребнева и Я. Козловского. — М. : Современник, 1972.
- Высокие звёзды / Перевод Н. Гребнева и Я. Козловского. — М. : Худ. литература, 1972.
- Граница. — М. : Воениздат, 1972.
- Клинок и роза. — М. : Воениздат, 1972.
- Мой Дагестан. — М. : Мол. гвардия, 1972.
- Журавли / Перевод с аварского Н. Гребнева. — М. : Дет. литература, 1973.
- Письмена. — М. : Худ. литература, 1973.
- Сонеты / Авториз. перевод с аварского Н. Гребнева. — М. : Сов. писатель, 1973.
- Мой дедушка. — Махачкала : Дагучпедгиз, 1973.
- Сонеты. — М. : Сов. писатель, 1973.
- Чётки лет. — 2-е доп. — М. : Мол. гвардия, 1973.
- Книга любви. — М. : Сов. Россия, 1974.
- Мой Дагестан. — Махачкала, 1974.
- Стихи и поэмы. — М. : Известия, 1974.
- Журавли. Песня. Комплект из двадцати листовок / Перевод Н. Гребнева, музыка Я. Френкеля. — М. : Планета, 1975.
- Мой дедушка. — М. : Дет. литература, 1975.
- Персидские стихи. — М. : Правда, 1975.
- Сказания. — М. : Мол. гвардия, 1975.
- Горянка. — М. : Сов. Россия, 1976.
- Избранные стихи. На русском и английском языках / Перевод на англ. Питера Темпеста. Перевод на русский Н. Гребнева и Я. Козловского. — М. : Прогресс, 1976.
- Покуда вертится земля. — Махачкала, 1976.
- Избранное в двух томах. — М. : Известия, 1977.
- Лирика. — М. : Худ. литература, 1977.
- Мой Дагестан. — М. : Известия, 1977.
- Разговор с отцом. — Махачкала : Дагучпедгиз, 1977.
- Таинственность. — Минск, 1977.
- Берегите маму!. — Махачкала : Дагучпедгиз, 1978.
- Берегите матерей. Поэма / Перевод Ю. Нейман. — М. : Дет. литература, 1978.
- У очага. — М. : Сов. писатель, 1978.
- Стихи. — М. : Махачкала, 1978.
- Вечный бой. — М. : Воениздат, 1979.
- Последняя цена. — М. : Современник, 1979.
- Слово о поэте. — М. : Махачкала, 1979.
- Стихотворения. — М. : Сов. Россия, 1979.
- Суди меня по кодексу любви. — М. : Мол. гвардия, 1979.
- Верность таланту. — Махачкала : Дагучпедгиз, 1980.
- Горские песни. — Махачкала, 1980.
- Горские элегии. — М. : Правда, 1980.
- Собрание сочинений в пяти томах. — М. : Худ. литература, 1980—1982.
- Берегите матерей. Поэма / Перевод Ю. Нейман. — М. : Сов. Россия, 1982.
- Остров женщин. — М. : Сов. писатель, 1982.
- Песни гор. — Киев : Молодь, 1982.
- Вечный бой. — М. : Воениздат, 1983.
- Избранные стихотворения. — М. : Радуга, 1983.
- Книга сонетов. — М. : Мол. гвардия, 1983.
- Двадцатый век. — М. : Известия, 1983.
- Очаг. — М. : Дет. литература, 1983.
- Песни гор. — М. : Современник, 1983.
- Покуда вертится земля. — М. : Воениздат, 1983.
- Поэмы. — М. : Сов. Россия, 1983.
- Разве тот мужчина?. — М. : Правда, 1983.
- Разговор о любви. — М. : Искусство, 1983.
- Мой Дагестан. — М. : Книга, 1985.
- Мой Дагестан. — Махачкала : Дагучпедгиз, 1985.
- Книга юмора и сатиры. — М. : Мол. гвардия, 1986.
- Чётки лет. — М. : Худ. литература, 1986.
- Белые журавли. — М. : Современник, 1987.
- Книга любви. — М. : Сов. Россия, 1987.
- Колесо жизни. — М. : Сов. писатель, 1987.
- По-земному беспокоясь …. — Махачкала : Дагучпедиздат, 1987.
- Пять пальцев. — Махачкала, 1987.
- Вечный бой. — М. : Воениздат, 1988.
- Две поэмы. — М. : Правда, 1988.
- Мгновенье и вечность. — М. : Книга, 1989.
- Мой Дагестан. — Махачкала, 1989.
- О бурных днях Кавказа. — М. : Современник, 1989.
- Песни гор. — Киев : Молодь, 1989.
- Клятва землёй. — М. : Дет. литература, 1990.
- Мне было двадцать. — Махачкала : Дагучпедгиз, 1990.
- Перед совестью и честью. — М. : Правда, 1991.
- Суди меня по кодексу любви. — М. : Новости, 1991.
- Стихотворения и поэмы. — М. : Мол. гвардия, 1992.
- Чаша жизни. — М. : Книжная палата, 1992.
- Письмена. — Махачкала, 1993.
- Полдневный жар. — М. : Сов. писатель, 1993.
- Собрание сочинений в трёх томах. — М. : Дружба народов, 1993.
- Сонеты. — М. : фонд им. Сытина, 1995.
- Времена и дороги / Перевод и предисловие Шапи Казиева. — Дружба Народов. — 2004. — № 8.
- Завещание: Избранные стихотворения. — Махачкала : Дагестанский писатель, 2009.
- Воспевший Родину. Избранные произведения в четырёх книгах / Фонд «Книжный Союз». — М., 2013.

## Оценки

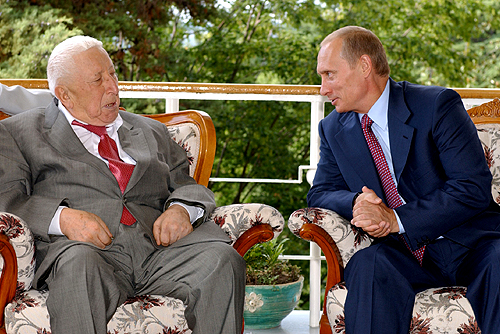
С президентом РФ В. Путиным, 2003 год

Книги выходили миллионными тиражами на десятках языков мира. Творческие вечера проходили при полных залах, даже таких больших как «Лужники» (Москва, 1983 г.) и киноконцертный зал «Россия» (Москва, 2003 г.).
Творчество Расула Гамзатова получило высокую оценку в отзывах и высказываниях многих выдающихся деятелей культуры. Это высказывания С. Маршака (он автор предисловия «Набирающий высоту» к двухтомнику Гамзатова 1964 года), А. Твардовского, К. Чуковского, Е. Евтушенко, И. Юсупов, Ч. Айтматова, Р. Рождественского, К. Кулиева, С. Михалкова, В. Астафьева, М. Исаковского, И. Андронникова и многих других. Многие авторы оставили воспоминания о нестандартных и остроумных выступлениях Расула Гамзатова, о его прекрасных человеческих качествах. Известны его афоризмы

## Увековечение памяти

### Фильмы
Документальные и телевизионные фильмы:
- «Мой Дагестан. Исповедь» (режиссёр — Мурад Ибрагимбеков, авторы сценария — Рустам Ибрагимбеков и Рамазан Абдулатипов, 2014 год[35])
- «Наш Расул»
- «В горах моё сердце»
- «Кавказец родом из Цада»
- «Расул Гамзатов и Грузия»
- «Моя дорога»
- «Расул Гамзатов. Третий час»

Театральные постановки
«Последняя цена» (Лакский музыкально-драматический театр им. Э. Капиева). Режиссёр-постановщик — Дмитрий Павлов.

### Статьи
- Юрий Михайлович Агеев. Детство Расула Гамзатова. 2012.
- Валерий Васильевич Деме́нтьев. Песнь о Дагестане. 1985.
- Казбек Султанов «Снова мучаюсь, снова пишу…» О некоторых творческих уроках Р. Гамзатова // Дагестан. 2003. № 4-5
- Шапи Казиев «Я просто писал стихи о любви» Предисловие к книге Р. Гамзатова.

### Памятники

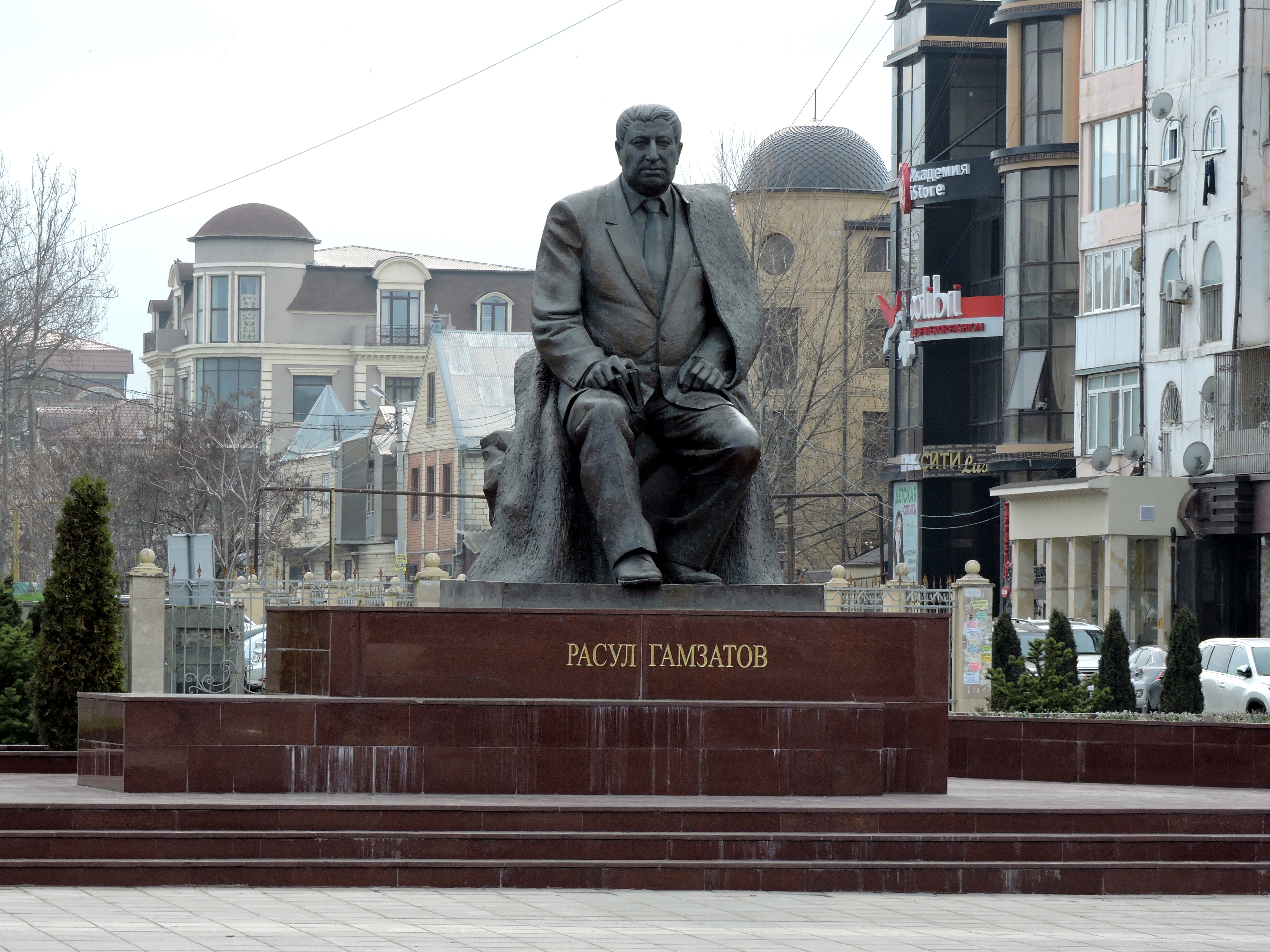
Памятник Расулу Гамзатову в Махачкале

- Памятник Расулу Гамзатову был открыт 16 сентября 2010 года на площади перед зданием Русского драматического театра в Махачкале[37].
- В 2013 году установлен памятник на Яузском бульваре в Москве[38] (скульпторы Игорь Новиков и Шамиль Канайгаджиев, архитектор Алексей Тихонов)[39].

- Памятники Расулу Гамзатову есть также: в Южно-Сухокумске (2008, ск. Магомедали Алиев), Цаде (2008, ск. Магомедали Алиев).
- 26 августа 2014 года в турецком городе Ялова, являющемся побратимом дагестанской столицы, был торжественно открыт бюст поэта[40], в церемонии открытии которой приняли участие мэр города Ялова Вефа Салман, мэр Хасавюрта Сайгидпаша Умаханов, заместитель главы Представительства РД при Торгпредстве РФ в Турции Магомед Алиев, дочь поэта Салихат Гамзатова, представители консульства России в Стамбуле, а также гости XI Международного фестиваля танцев и музыки народов Кавказа.
- В сентябре 2013 года, в столице Республики Южная Осетия-Государство Алания в городе Цхинвал открыт сквер и памятный камень в честь поэта.
- 24 декабря 2013 года во внутреннем дворике филологического факультета Санкт-Петербургского государственного университета состоялось торжественное открытие бюста Расулу Гамзатову[41] (автор — дагестанский художник и скульптор Гимбат Гимбатов).

### Библиотеки
- Хасавюртовской центральной городской библиотеке присвоено имя Р. Гамзатова в октябре 2001 года[42].
- На основании Указа Государственного Совета РД от 18 февраля 2004 года за № 35 «Об увековечении памяти Расула Гамзатова» библиотеке было присвоено имя народного поэта Дагестана, а Постановлением Правительства Республики Дагестан от 19 сентября 2006 г. № 198 библиотека была переименована в Национальную библиотеку РД им. Р. Гамзатова[43].

### Учебные заведения
- В 2004 году Буйнакскому педагогическому колледжу присвоили имя Гамзатова[44].
- Махачкалинская СОШ № 50 с 1996 носит имя Расула Гамзатова[45].
- Дербентской школе № 20 присвоено в 2006 году имя великого поэта[46].
- Кизилюртовская средняя школа № 7 также является носительницей имени Р. Гамзатова[47].
- В сентябре 2013 года открыта Краснооктябрьская средняя школа имени Расула Гамзатова Кизлярского района[48].
- 19 января 2014 года в Новолакском районе открыли Новомехельтинскую среднюю школу имени Расула Гамзатова[49].
- Бавтугайская специализированная школа-интернат им. Р. Г. Гамзатова(почему в сайте школы показана им. М. Г. Гамзатова?)[50].
- Аранинская средняя школа имени Р. Гамзатова[51].

### Улицы
Именем Гамзатова названы улицы в следующих городах Дагестана:
- В Махачкале, центральный проспект Ленина после смерти Гамзатова был переименован в проспект Р. Гамзатова[52].
- В Каспийске одна из главных улиц носит имя Расула Гамзатова[53].
- В Дагестанских Огнях[54] и Избербаше[55] есть улицы, названные именем Р. Гамзатова.
- Также в сельских населённых пунктах имеются улицы Гамзатова: в Бабаюрте[56], Карабудахкенте[57], Манасауле[58], Миатли[59].

В Волгограде также есть улица им. Расула Гамзатова.
В 2023 году в Санкт-Петербурге именем Расула Гамзатова назван безымянный сквер, который находится на улице Руставели восточнее пересечения с проспектом Луначарского.
В Москве в поселении Мосрентген есть улица Расула Гамзатова.
4 октября 2023 года на 30-м заседании Горсовета Уфы, депутаты приняли решение присвоить одной из столичных улиц имя известного поэта Расула Гамзатова.

### Мемориальные доски

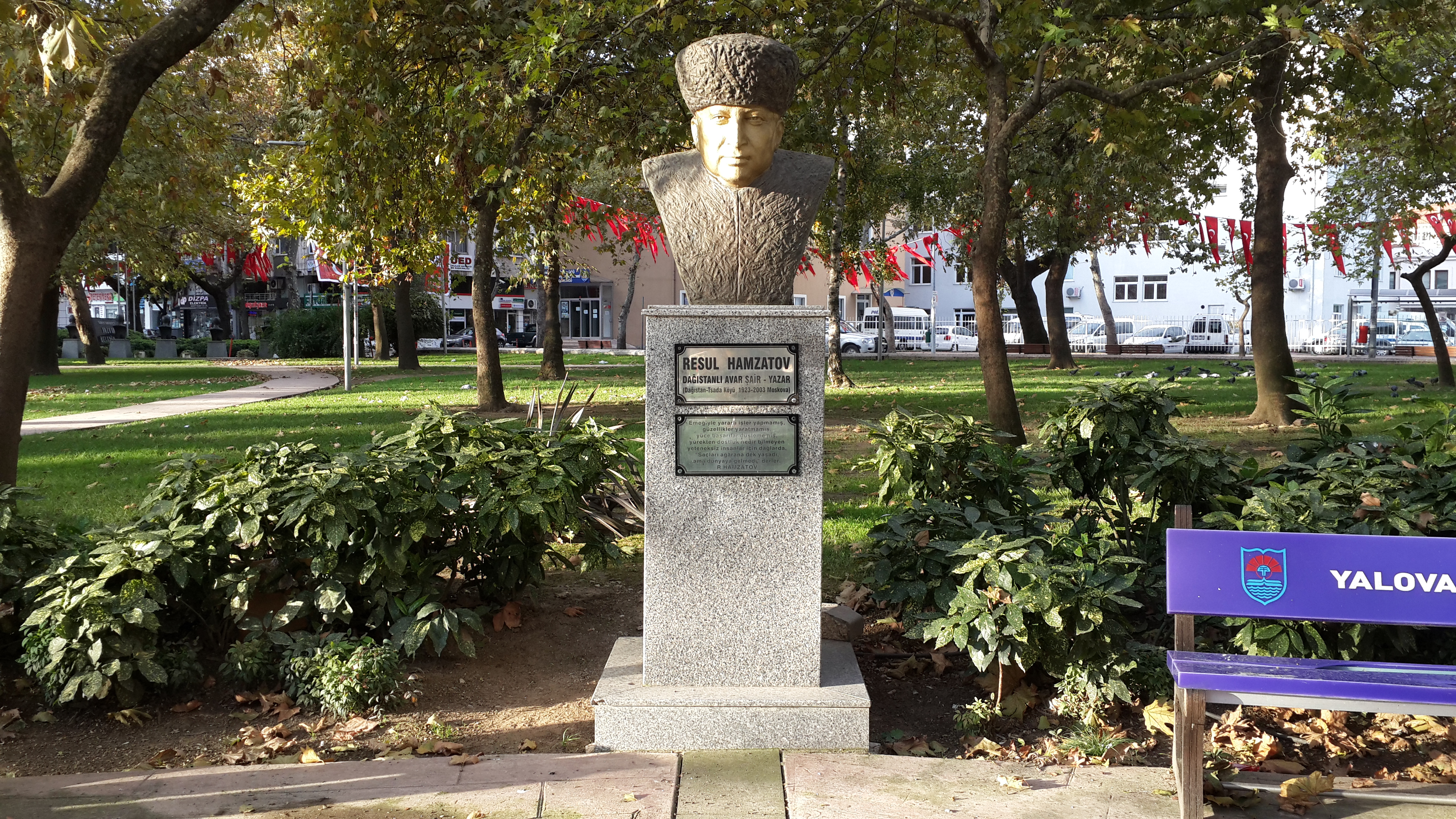
Бюст Расула в парке «Махачкала» в турецком городе Ялова

- 23 сентября 2011 года в Москве на доме по Тверской улице, дом 27/5 (пересечение Тверской улицы и Благовещенского переулка), где жил поэт с 1974 по 2003 год, открыта мемориальная доска; авторы: скульптор Паата Мерабишвили, архитектор Евгений Хайлов[61].
- 20 ноября 2013 года в селе Средний Арадерих Гумбетовского района была установлена мемориальная доска на стене дома, где родился народный поэт Дагестана Расул Гамзатов[62].

### Музей
8 сентября 2008 года в Махачкале открыт Государственный литературный музей Расула Гамзатова.
К 90-летию аварского поэта открыт музей и мемориальный комплекс «Белые журавли» в селе Цада Хунзахского района. К 100-летию Расула Гамзатова комплекс и музей в 2023 году прошла реставрация комплекса.

### Медали
- Медаль была разработана и учреждёна правлением Международного общественного Фонда имени Расула Гамзатова в 2006 году[64] и отчеканена на Санкт-Петербургском монетном дворе[65]. Награждаются люди (общественные деятели, меценаты, миротворцы, правозащитники) Дагестана, России и мира. Среди награждённых[66]: Евгений Примаков (9 февраля 2011 года)[64], скульптор Магомед-Али Алиев (9 декабря 2010 года)[67], гендиректор Первого канала Константин Эрнст[68], руководитель ВПК «Защитник Отечества» Рутульского района Гасангусейн Абдулжелилов, директор музея изобразительных искусств, дочь поэта Салихат Гамзатова и председатель Правления Союза музыкантов Дагестана, пианист, заслуженный деятель искусств России, профессор Хан Баширов[69], директор Хасавюртовской библиотеки им. Расула Гамзатова Эльмир Якубов (27 декабря 2013 года)[70].
- Вторая медаль учреждена городской мэрией Хасавюрта[71].
- Третья медаль учреждена Российским Лермонтовским комитетом (одним из основателей которого был сам Расул Гамзатов). Этой медалью награждёны Президент Международного Фестиваля Дружбы народов «Белые журавли России», Заслуженный работник культуры Российской Федерации, писатель Сергей Соколкин, Председатель Правления Московской городской организации Союза писателей России Владимир Бояринов и член Правления Московской городской организации Союза писателей России, Секретарь Правления Союза писателей России Иван Голубничий (9 сентября 2013 года) Директор Аварского муздрамтеатра им. Г. Цадасы Магомедрасул Магомедрасулов (2021 г.).

### Песни

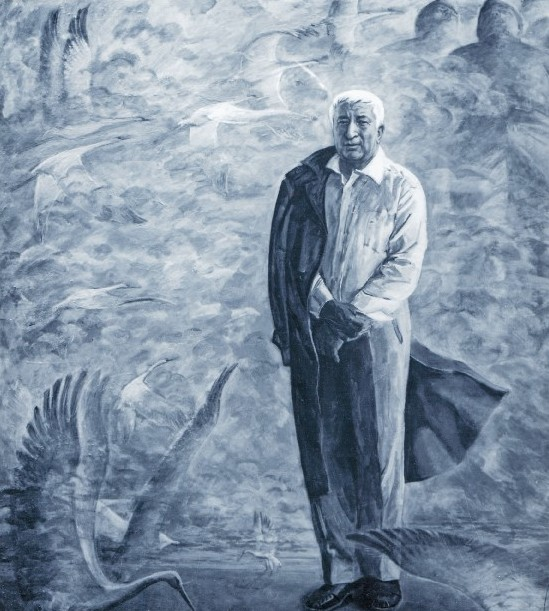
Журавли — Портрет Расула Гамзатова (1998)

- Магомедтамир Синдиков — Песня о Расуле Гамзатове.
- В исполнении Казбека Рубаева, слова Чермена Дудаева — «Расул».

### ГЭС
- 1 июня 2004 года имя Расула Гамзатова было присвоено Гунибской ГЭС на реке Каракойсу в Дагестане[72].

### Транспортные средства
- Самолёт Ту-154М RA-85828 авиакомпании «Авиалинии Дагестана» был назван в честь Расула Гамзатова.
- Сухогруз Махачкалинского международного морского порта[73].
- Пограничный сторожевой корабль[73].

### Премии и стипендии
- Республиканская премия Дагестана им. Расула Гамзатова. Учреждена в 2005 году[74]. Награждаются авторы за создание наиболее талантливых произведений в области поэзии. Присуждается раз в два года. В 2013 году этой премии удостоены: литературовед, известный писатель Дагестана Максуд Зайнулабидов (за книги «Прометей Кавказа» о поэзии Расула Гамзатова и «Махмуд Абдулхаликов» о народном артисте Дагестана и России, аварском Молла Насреддине, актёре, драматурге и мемуаристе)[75]; Чакар Юсупова за книгу «Расул в расколотом мире» (о Расуле Гамзатове)[76].
- Стипендии имени Р. Гамзатова[77]. Стипендия лучшим студентам и аспирантам назначается сроком на 1 год.

### Фестивали
- С 1986 года в Дагестане каждый год в сентябре (до 2003 года — в августе) проводится праздник «Белые журавли». В эти дни в школах Дагестана проходят уроки, посвящённые жизни и творчеству поэта, а в библиотеках — Гамзатовские чтения[78].
- С 2011 года в Москве в Центральном Доме литераторов и Доме творчества «Переделкино» по инициативе Заслуженного работника культуры России писателя Сергея Соколкина силами писателей и музыкантов проводится Международный литературно-музыкальный фестиваль Дружбы народов «Белые журавли России», поддержанный Главами РД М. М. Магомедовым, Р. Г. Абдулатиповым и Главой РИ Ю. Б. Евкуровым[79].

### Астероид
Астероид № 7509 назван именем Расула Гамзатова (7509 Gamzatov). Был открыт 9 марта 1977 года советским астрономом Николаем Черных.

### Спортивные соревнования
- Всероссийский турнир по волейболу «Кубок Дружбы» (с 2013 года) проводится ежегодно в Каспийске[83].
- Турнир по мини-футболу в посёлке Тюбе Кумторкалинского района[84].

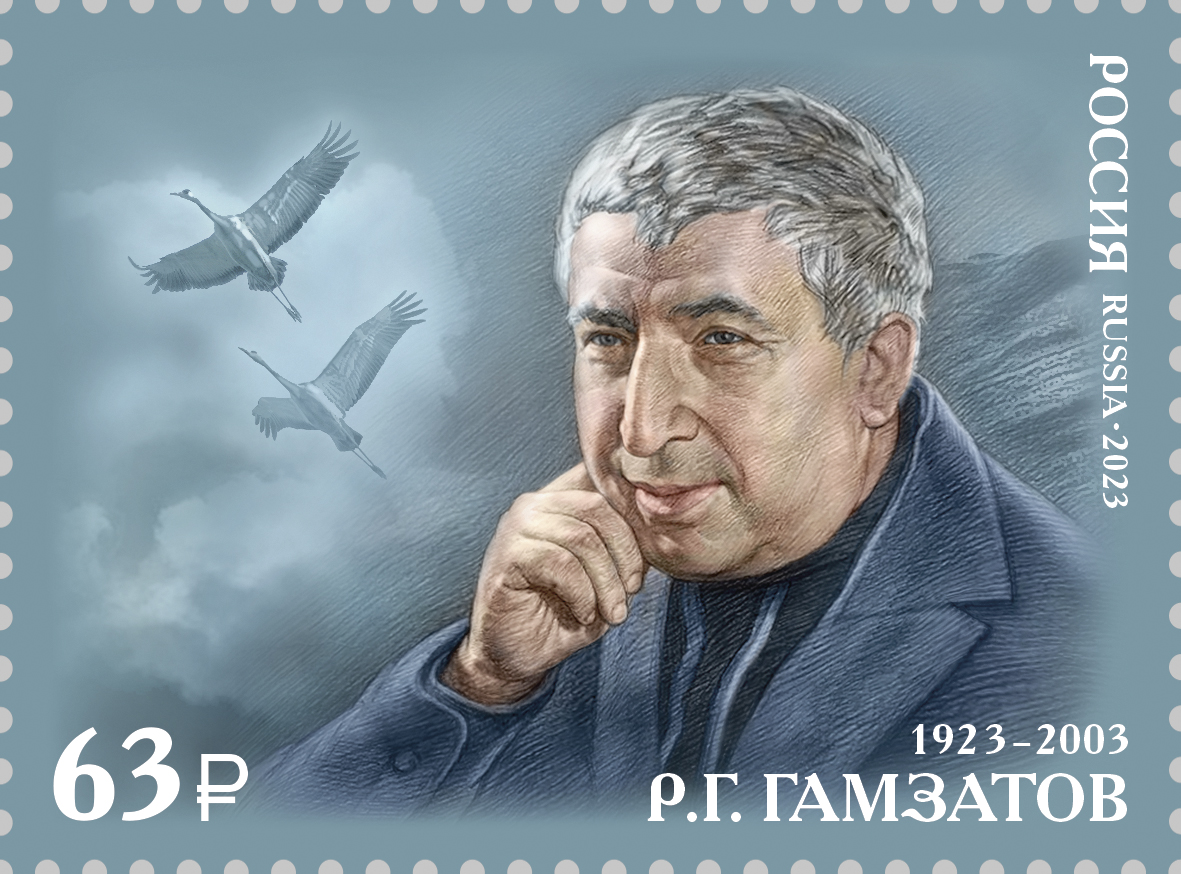
100-летие со дня рождения Расула Гамзатова (1923—2003), поэта, прозаика, публициста. Почта России

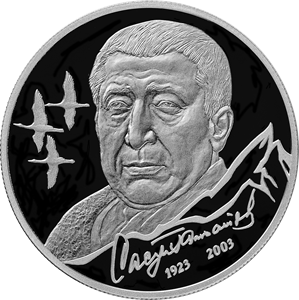
Монета Банка России — Серия: Выдающиеся личности России: Поэт Р. Г. Гамзатов, к 100-летию со дня рождения

### В филателии
В 2013 году в рамках серии «Кавалеры ордена Святого апостола Андрея Первозванного» была выпущена почтовая марка с изображением Расула Гамзатова.

### В нумизматике
8 августа 2023 года Банк России выпустил серебряную монету номиналом 2 рубля, посвящённую к 100-летию со дня рождения поэта Р. Г. Гамзатова.